# 古垛后土庙
35°42′25″N 110°43′13″E / 35.70694°N 110.72028°E
古垛后土庙位于中国山西省河津市樊村镇古垛村，2006年被列为第六批全国重点文物保护单位。
古垛后土庙始建于元元贞二年（1296年），延祐五年（1318年）增建，现仅存元代大殿和戏台。大殿坐北朝南，面阔三间，进深四椽，悬山顶，斗栱为四铺作单下昂。戏台正对大殿，悬山顶，斗栱为四铺作单下昂。